# Zethus miniatus
Zethus miniatus (лат.) — вид одиночных ос рода Zethus из семейства Vespidae (Eumeninae), обитающий в Центральной и Южной Америке (от Панамы до Аргентины).

## Описание
Мелкие осы, длина около 1 см. Основная окраска чёрная с жёлтыми отметинами. От близких видов отличается дивергирующими субмедианными килями проподеума и коротким пронотумом; пронотум, передние тазики и проэпистернум жёлтые (у Zethus olmecus они тёмные); расширенная часть петиоля в 3 раза длиннее своей ширины (у Z. olmecus в 2 раза). Усики 12-члениковые у самок и 13-члениковые у самцов. Субсоциальный вид, где несколько самок строят общее гнездо из растительной массы и смолы, постепенно выкармливая небольшие колонии собственных личинок.
Включён в состав подрода Zethoides, где входит в видовую группу Zethus olmecus. В группу включают несколько видов, в том числе Z. chapadensis, Z. hermesi, Z. luederwaldti, Z. perilloi и Z. utingensis, Z. peruvicus, Z. pygmaeus, Z. thoracicus и Z. toltecus.